# Попниколова къща (Кюстендил)
Попниколовата къща се намира в гр. Кюстендил, ул. „Демокрация“ № 27.
Построена е през 1911 – 1912 г., в стил модерн, собственост на кюстендилския адвокат В. Попниколов.
Архитектурният проект е дело на архитекта А. Момов. Пластичната украса на фасадите е изпълнена от известния български скулптор Иван Лазаров. На първия етаж са разположени приемната на адвоката, кухня, столова, зимна градина, на втория - спалните и обширна слънчева тераса с изглед към Хисарлъка. Ъгълът към ул. „Демокрация“ е подчертан с еркер, увенчан с кула и островърх покрив. Фасадата е украсена с пластични инициали и годината на строежа, подпрозоречни пана с растителни орнаменти, женски маски над прозорците, лъвове на конзолите, които носят еркера. С метални елементи са украсени оградата, парапетите и стилните колони на зимната градина. Къщата е била обзаведена с виенски мебели.
Сградата е регистрирана за паметник на културата. Ползва се от Съюза на архитектите.